# 間矮脂鯉
間矮脂鯉為輻鰭魚綱脂鯉目琴脂鯉亞目複齒脂鯉科的其中一種，為熱帶淡水魚，分布於非洲喀麥隆Ja、Kribi、Nyong與Ntem河流域，體長可達5.6公分，棲息在底中層水域，生活習性不明。

## 扩展阅读
維基物種上的相關：間矮脂鯉